# NGC 3811
NGC 3811 (również PGC 36265 lub UGC 6650) – galaktyka spiralna z poprzeczką (SBc/P), znajdująca się w gwiazdozbiorze Wielkiej Niedźwiedzicy. Odkrył ją William Herschel 9 lutego 1788 roku. Jest galaktyką gwiazdotwórczą.
W galaktyce tej zaobserwowano supernowe SN 1969C i SN 1971K.